# Paestum Vallis
Paestum Vallis és un vallis de 16 km de diàmetre de Mercuri. Porta el nom de Paestum, una antiga ciutat italiana, i el seu nom va ser aprovat per la Unió Astronòmica Internacional el 2013.